# 訃報 2010年3月
訃報 2010年3月（ふほう 2010ねん3がつ）では、2010年3月中に物故した、又は物故が報じられた人物についてまとめる。

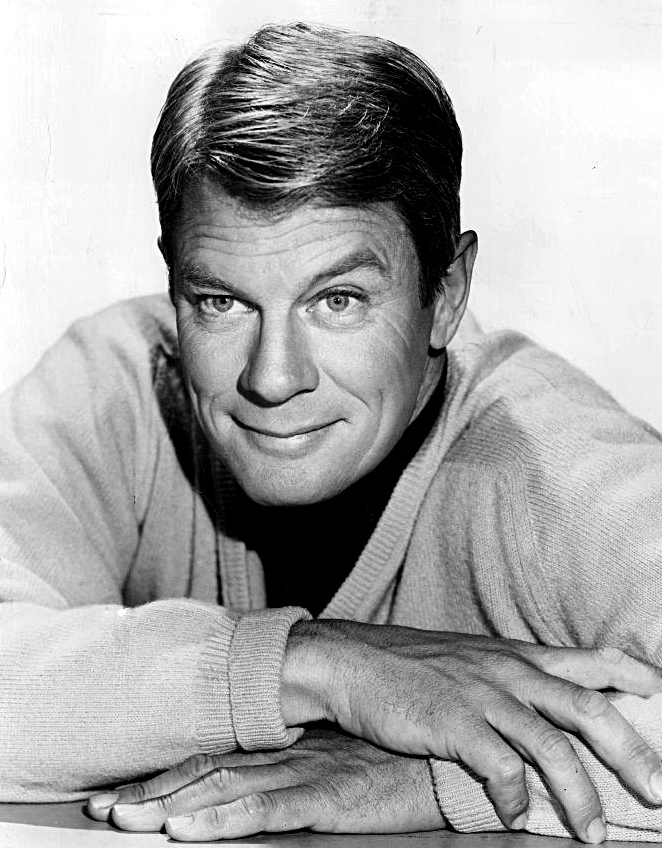
ピーター・グレイブス／3月14日没

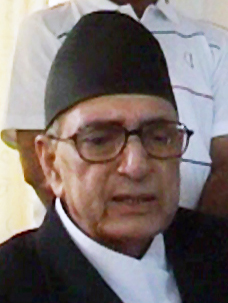
ギリジャー・プラサード・コイララ／3月20日没

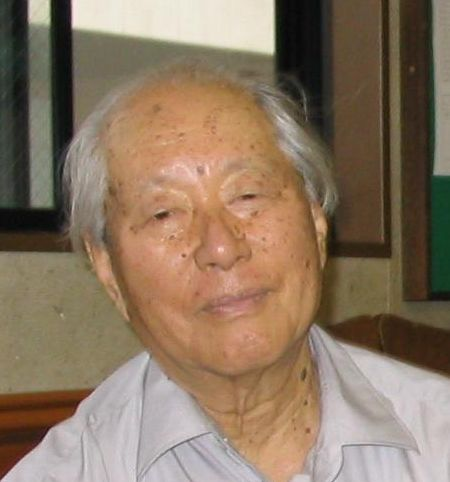
木村威夫／3月21日没

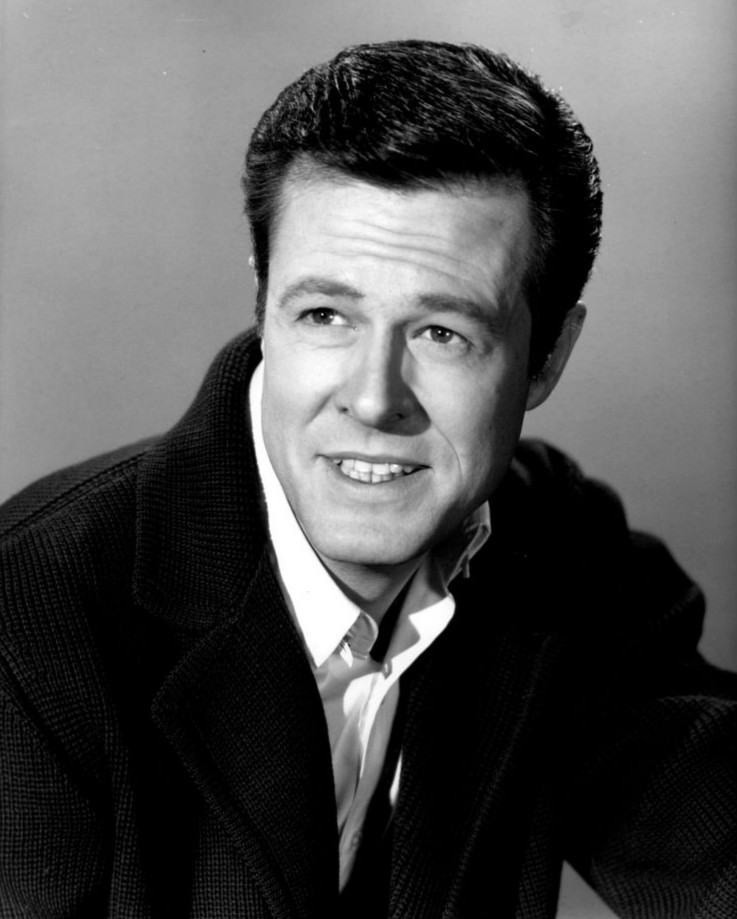
ロバート・カルプ／3月24日没

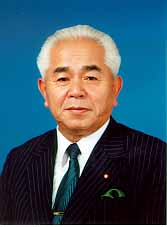
堀之内久男／3月31日没

## （1日 - 15日）
- 3月1日 - 高橋重行、日本の元プロ野球投手【大洋ホエールズ所属】（* 1945年)[1]
- 3月1日 - クリスチャン・ディグビー(Kristian Digby[要出典])、イギリスのテレビ番組司会者（* 1977年)
- 3月2日 - 奥田真丈、日本の教育者、元文部省大臣官房審議官、世界教育連盟元総裁（* 1922年)
- 3月4日 - ポール・ドレイトン、アメリカ合衆国の陸上競技選手（* 1939年)
- 3月2日 - ウインストン・チャーチル三世(Winston Churchill)、イギリスの政治家、ウィンストン・チャーチルイギリス元首相兼第一大蔵卿の孫（* 1940年)
- 3月2日 - 高橋進、日本の政治学者、東京大学大学院教授（* 1949年)
- 3月3日 - 西島大、日本の劇作家・脚本家（* 1927年)
- 3月3日 - オレグ・チューリン、ソビエト連邦の漕艇選手、1964年東京オリンピックボートダブルスカル優勝者（* 1937年)
- 3月3日 - はやし家林蔵、日本の落語家（* 1942年)
- 3月4日 - アンジェロ・ポッフォ、アメリカ合衆国の元プロレスラー、ランディ・サベージの実父（* 1925年)
- 3月4日 - 古賀昭典、日本の自衛官、航空自衛隊航空総隊元司令官（* 1928年)
- 3月4日 - 近藤鉄雄、日本の政治家、第56代労働大臣、第37代経済企画庁長官（* 1929年)
- 3月4日 - ウラジスラフ・アルジンバ、グルジアの政治家、日本未承認のアブハジア共和国初代大統領（* 1945年)
- 3月5日 - 寺田博、日本の文芸評論家（* 1933年)
- 3月5日 - 田向正健、日本の脚本家（* 1936年)
- 3月5日 - チャールズ・ピアース(Charles Pierce)、アメリカ合衆国の映画監督（* 1938年)
- 3月6日 - 趙慶哲、韓国の天文学者（* 1929年)
- 3月6日 - ロジャー・ジケル(Roger Gicquel)、フランスのジャーナリスト（* 1933年)
- 3月6日 - フィリップ・ラングリッジ(Philip Langridge)、イギリスのテノール歌手（* 1939年)
- 3月7日 - ケネス・ドーバー(Kenneth Dover)、イギリスの言語学者（* 1920年)
- 3月7日 - 河合誓徳、日本の陶芸家（* 1927年)
- 3月7日 - 鈴木成文、日本の建築学者、元神戸芸術工科大学学長（* 1927年)
- 3月7日 - 藤村昌昭、日本のイタリア文化学者、大阪大学教授（* 1947年)
- 3月8日 - ギュイ・ラペビー、フランスのサイクリングレーサー、1936年ベルリンオリンピック自転車競技金メダリスト（* 1916年)
- 3月8日 - 徳田弘、日本の工学者(コンクリート工学)、元秋田大学学長（* 1932年)
- 3月9日 - ゲオルゲ・コンスタンティン(Gheorghe Constantin)、ルーマニアの元サッカー選手、同国代表元選手・監督（* 1932年)
- 3月9日 - 和光信也、日本の物理学者（* 1938年)
- 3月9日 - ウィリー・デービス、アメリカ合衆国の元プロ野球選手（* 1940年)
- 3月10日 - レーナ・ペルトネン＝パロティエ(Leena Peltonen-Palotie)、フィンランドの遺伝学者（* 1952年)
- 3月10日 - コリー・ハイム、カナダの俳優（* 1971年)
- 3月10日 - 西島大、日本の俳優、劇団青年座所属（* 1927年)
- 3月11日 - 月城彰子、日本の元女優（* 1920年)
- 3月11日 - 佐藤昭子、日本の政治家秘書、政治活動家、田中角栄元首相秘書（* 1928年)
- 3月11日 - 村松巌、日本の銀行家、七十七銀行元頭取・会長、仙台商工会議所元会頭（* 1926年)
- 3月11日 - サンディ・スコット(Sandy Scott)、カナダの元プロレスラー（* 1934年)
- 3月11日 - ガイ・ミッチェル、カナダの元プロレスラー（* 1942年)
- 3月12日 - ミゲル・デリーベス、スペインの小説家（* 1920年)
- 3月12日 - フアン・ウィッチ(Juan Julio Witch)、ペルーの神父、在ペルー日本大使公邸占拠事件の人質の一人（* 1932年)
- 3月13日 - ジャン・フェラ(Jean Ferrat)、フランスのシャンソン歌手（* 1930年)
- 3月13日 - 葉山峻、日本の政治家、元衆議院議員、元神奈川県藤沢市長（* 1933年)
- 3月13日 - 小沢惇、日本の音楽事業者、小沢音楽事務所会長（* 1938年)
- 3月13日 - 何平平、ギネス世界記録に認定されている世界一背の低い人物（* 1988年)
- 3月14日 - ピーター・グレイブス、アメリカ合衆国の俳優、『スパイ大作戦』主演（* 1926年)
- 3月14日 - 朴椿石(박춘석)、韓国の作曲家（* 1930年)
- 3月14日 - 熊谷俊範、日本の実業家、発明家（* 1947年）
- 3月15日 - 伊砂利彦、日本の染色工芸家、沖縄県立芸術大学名誉教授（* 1924年)
- 3月15日 - 勝呂忠、日本の洋画家（* 1926年)
- 3月15日 - 清水一行、日本の小説家（* 1931年)
- 3月15日 - エミリア・ボンコディン(Emilia Boncodin)、フィリピンの政治家（* 1954年)

## （16日 - 31日）
- 3月16日 - 前川八郎、日本の元プロ野球選手(東京巨人軍、阪急軍)、野球指導者（* 1912年)
- 3月16日 - 石高琴風、日本の尺八奏者（* 1924年)
- 3月16日 - 菊乃家〆丸、日本のチンドン屋（* 1917年)
- 3月17日 - 三村勲、日本の元プロ野球選手(松竹ロビンス)（* 1924年)
- 3月17日 - ウェイン・コレット(Wayne Collett)、アメリカ合衆国の元陸上競技選手（* 1949年)
- 3月17日 - アレックス・チルトン(Alex Chilton)、アメリカ合衆国のシンガーソングライター・ギタリスト（* 1949年)
- 3月17日 - 安藤仁子、日本の実業家・安藤宏基(日清食品ホールディングスCEO)の母、日清食品創業者安藤百福の妻（* 1917年)[2]
- 3月18日 - フェス・パーカー(Fess Parker)、アメリカ合衆国の俳優（* 1924年)
- 3月18日 - 村田良平、日本の外交官、元外務事務次官（* 1929年)
- 3月18日 - 吉田玉松、日本の文楽師（* 1933年)
- 3月18日 - 大西祥平、日本の医学者、慶應義塾大学大学院健康マネジメント研究科教授（* 1952年)
- 3月18日 - カリン・アイテン、スイスのフィギュアスケート選手（* 1956年)
- 3月18日 - 富澤勝行、日本の競輪選手（* 1980年)
- 3月19日 - 子島操、日本の実業家、元ときわ相互銀行(現東日本銀行)常務（* 1924年)
- 3月19日 - 伊達秀和、日本の実業家、競走馬馬主（* 1928年)
- 3月19日 - ラウル・デ・ラ・トーレ(Raúl de la Torre)、アルゼンチンの映画監督（* 1938年)
- 3月20日 - 畑中更予、日本の声楽家（* 1920年)
- 3月20日 - ギリジャー・プラサード・コイララ、 ネパールの政治家、ネパール元首相（* 1925年)
- 3月20日 - "バロン" マイケル・シクルナ、マルタ共和国出身のプロレスラー（* 1929年)
- 3月20日 - ロビン・ミルナー、計算機科学者（* 1934年）
- 3月21日 - 木村威夫、日本の映画監督（* 1918年)
- 3月21日 - ヴォルフガング・ワーグナー、ドイツの歌劇演出家（* 1919年)
- 3月21日 - マーガレット・モス(Margaret Moth)、アメリカ合衆国のフォトジャーナリスト（* 1951年)
- 3月22日 - 永山光幹、日本の刀匠（* 1919年)
- 3月22日 - ジェームス・ブラック、スコットランドの薬理学者、1988年ノーベル医学・生理学賞受賞者（* 1914年)
- 3月22日 - オズハン・カナイディン(Özhan Canaydın)、トルコのバスケットボール選手、元ガラタサライ会長（* 1943年)
- 3月22日 - ワレンチナ・トルクノワ(Толкунова, Валентина Васильевна)、ロシアの歌手（* 1946年)
- 3月23日 - 松原義治、日本の化学者、近畿大学名誉教授（* 1925年)
- 3月23日 - 長沢二郎、日本の元競泳選手（* 1932年)
- 3月23日 - ジム・マーシャル(Jim Marshall)、アメリカ合衆国の写真家（* 1936年)
- 3月23日 - カルヨ・ポル、エストニアの美術家、教育者。（* 1934年)
- 3月24日 - ロン・ハーメンス(Ron Hamence)、オーストラリアのクリケット選手（* 1915年)
- 3月24日 - オズワルド・フロタ＝ペッソア(Oswaldo Frota-Pessoa)、ブラジルの生物学者（* 1917年)
- 3月24日 - 澤田和夫、日本の国文学者、広島大学名誉教授（* 1928年)
- 3月24日 - ロバート・カルプ、アメリカ合衆国の俳優、映画監督（* 1930年)
- 3月25日 - エリザベート・ノエル＝ノイマン(Elisabeth Noelle-Neumann)、ドイツの政治学者（* 1916年)
- 3月25日 - マーティー・レダーハンドラー(Marty Lederhandler)、アメリカ合衆国の写真家（* 1917年)
- 3月25日 - 大森実、日本のジャーナリスト、毎日新聞社元外信部長（* 1922年)
- 3月25日 - 潮喬平、日本の元陸上競技選手、1956年メルボルンオリンピック日本代表選手（* 1934年）
- 3月25日 - 大木英夫、日本の歌手（* 1943年)
- 3月25日 - 富永嘉郎、プロ野球選手（* 1917年）
- 3月26日 - 成田薫、日本の元裁判官（* 1909年)
- 3月26日 - 岩間吉也、日本の神経生理学者（* 1909年)
- 3月26日 - マックス・ホワイトヘッド(Max Whitehead)、オーストラリアの元ラグビーフットボール選手（* 1923年)
- 3月26日 - 金嬉老、韓国の元受刑者、金嬉老事件犯人（* 1928年)
- 3月27日 - ワシリー・スミスロフ、旧ソビエト連邦のチェス選手（* 1921年)
- 3月27日 - ディック・ジョルダーノ(Dick Giordano)、アメリカ合衆国の漫画家（* 1932年)
- 3月27日 - 相川進、日本の元プロ野球選手【中日ドラゴンズ所属】（* 1948年)
- 3月27日 - しばたはつみ、日本の歌手（* 1952年)
- 3月28日 - ハーブ・エリス、アメリカ合衆国のジャズミュージシャン、ギタリスト（* 1921年)
- 3月28日 - デルリス・フロレンティン、パラグアイのサッカー選手【コンサドーレ札幌などに所属】（* 1984年)
- 3月29日 - 村上孝一、日本の工学者、八戸工業大学元学長（* 1925年)
- 3月29日 - 高須シヅ、日本の美容外科医（* 1944年)
- 3月29日 - 崔眞永、韓国の俳優（* 1970年)
- 3月30日 - 竹山広、日本の歌人（* 1920年)
- 3月30日 - 出羽嵐大輔、日本の元大相撲力士【出羽海部屋所属】（* 1970年)
- 3月31日 - 堀之内久男、日本の政治家、元自由民主党衆議院議員、第13代農林水産大臣、元宮崎県都城市長（* 1924年)
- 3月31日 - 細川益男、日本の実業家、細川鉄工所社長、競走馬馬主（* 1924年)
- 3月31日 - 石本隆一、日本の歌人（* 1931年)